# Getränketechnologie

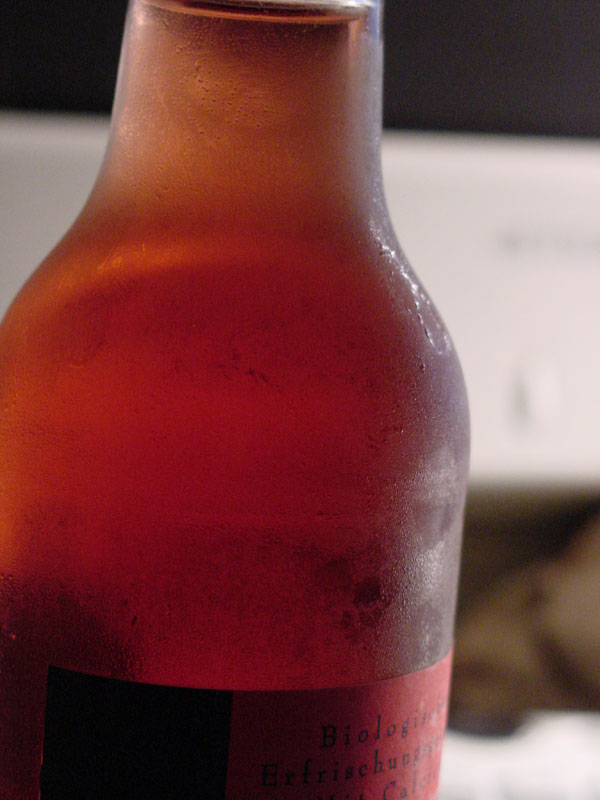
Eine gekühlte Getränkeflasche

Die Getränketechnologie ist eine technische Wissenschaftsdisziplin und Spezialgebiet der Lebensmitteltechnologie bzw. Verfahrenstechnik. Sie befasst sich mit den Produktionsprozessen von Getränken sowie den stofflichen Vorgängen biotechnologischer, physikalischer, chemischer und biologischer Art im Gesamtprozess der Verarbeitung und Vermarktung auf der Grundlage naturwissenschaftlicher, technischer, ökonomischer, ökologischer und sozialer Gesetzmäßigkeiten.
Ziel ist die optimale Nutzung der in der Regel landwirtschaftlich oder gartenbaulich erzeugten Rohstoffe bei deren Verarbeitung zu Getränken mit hohen Qualitätsstandards auf der Basis technologischer Entwicklung unter Einbeziehung aller Randbedingungen.

## Geschichte

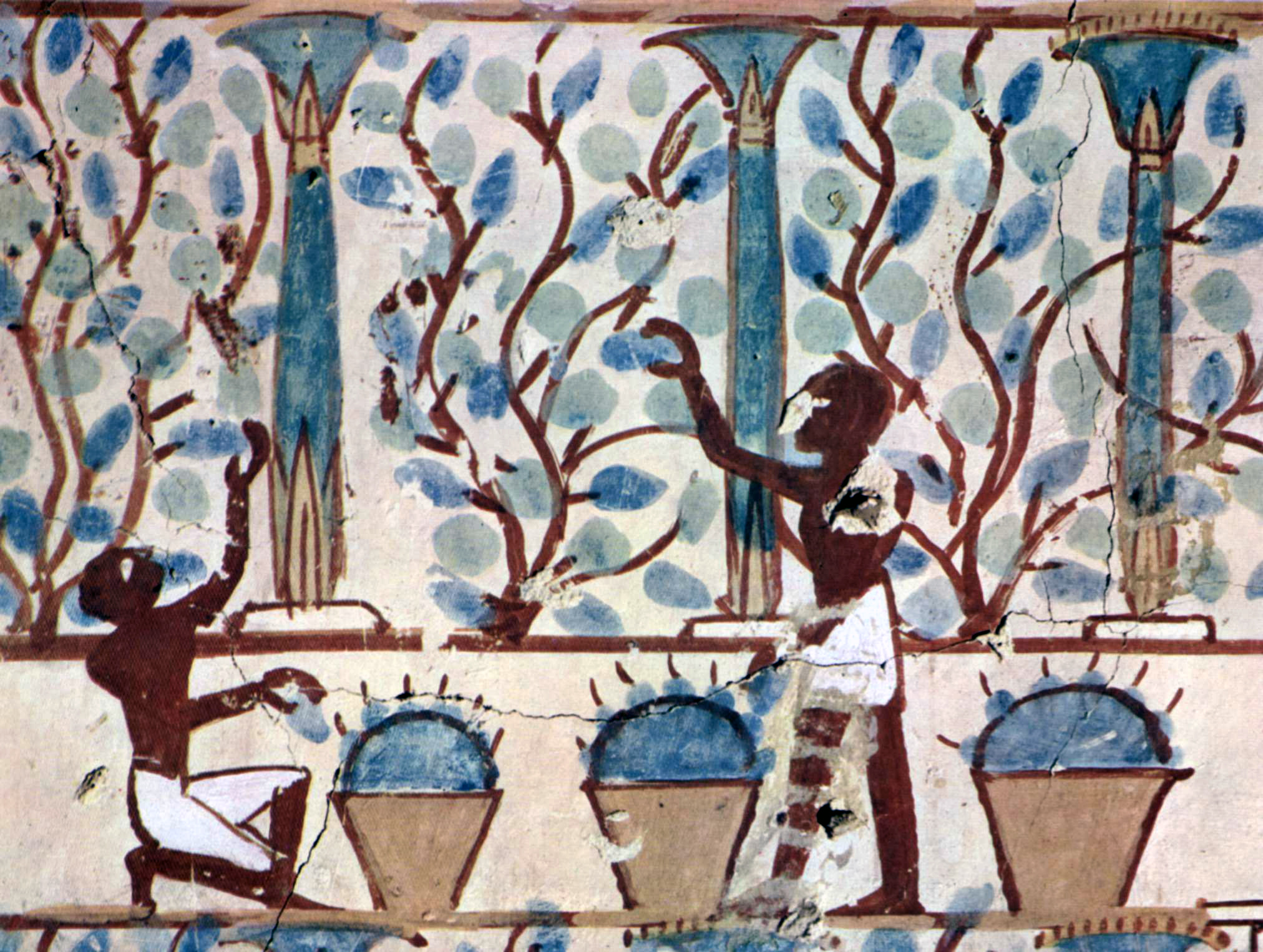
Weinbau im Alten Ägypten, dargestellt in einer Grabmalerei des Neuen Reiches

Die ältesten Anwendungen der Getränketechnologie sind schon seit 5.000 Jahren bekannt: die Herstellung von Wein oder Bier mit Hilfe von Hefen (alkoholische Gärung) und später deren Veredelung zu Spirituosen mittels Brennen. Waren die Ursprungsprodukte noch weitgehend zufällig entstanden und deren Herstellung im Familienverband überliefert, so waren die Klöster des Mittelalters sowohl für die Weinbereitung als auch für das Brauen die Forscher mit einem systematischen Ansatz und Wissensweitergabe außerhalb der Familie.
Die kommerzielle Herstellung von alkoholfreien Getränken ist weitaus jüngeren Datums. Sie beginnt mit der Gewinnung und Distributierung von Mineralwasser über die Herstellung von Süßmosten, Limonaden und Brausen, den sogenannten Erfrischungsgetränken, bis zu neueren Produkten wie zum Beispiel Wein- und Biermischgetränken und Bionade.

## Produktionsmethoden

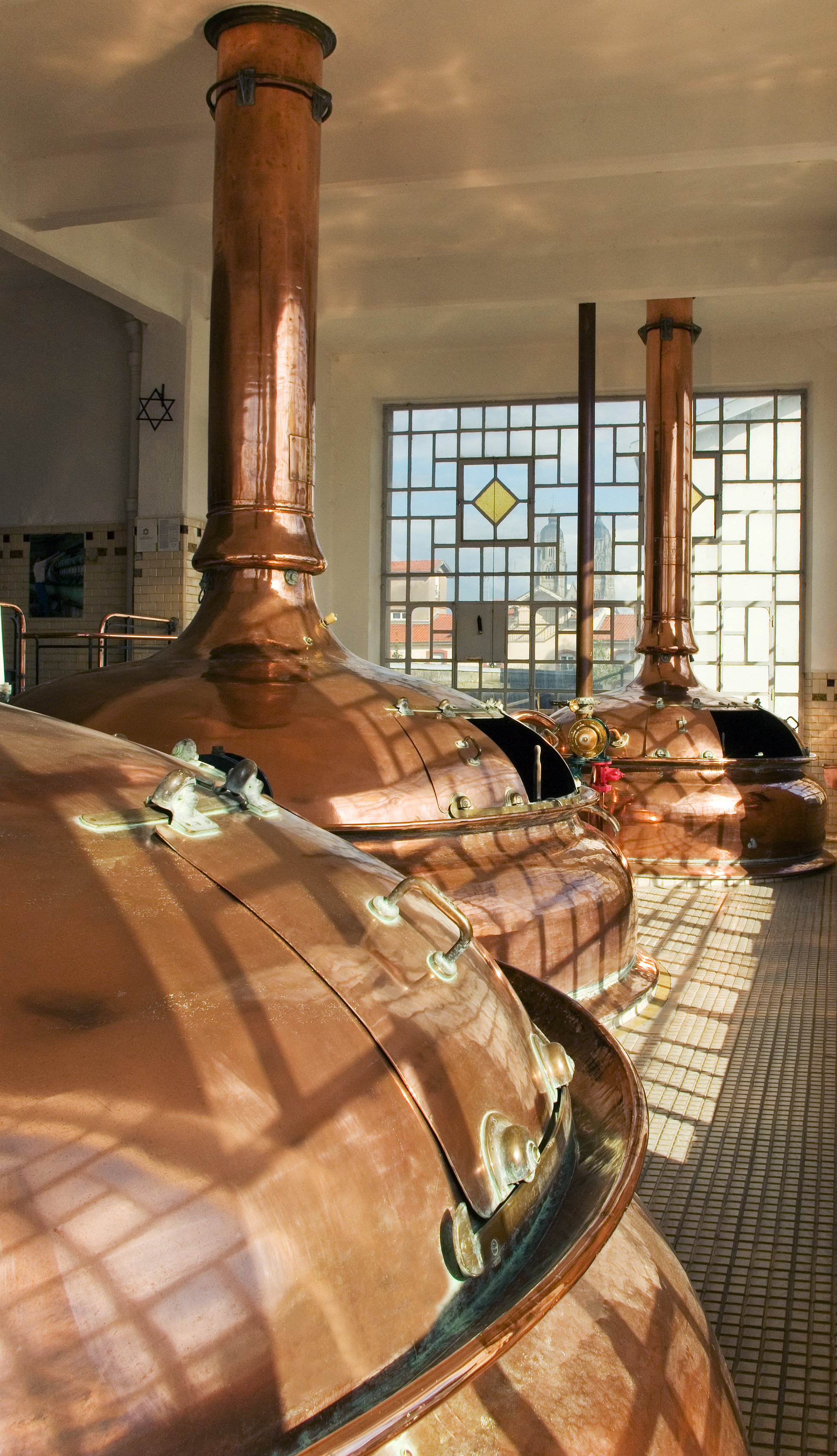
Sudkessel

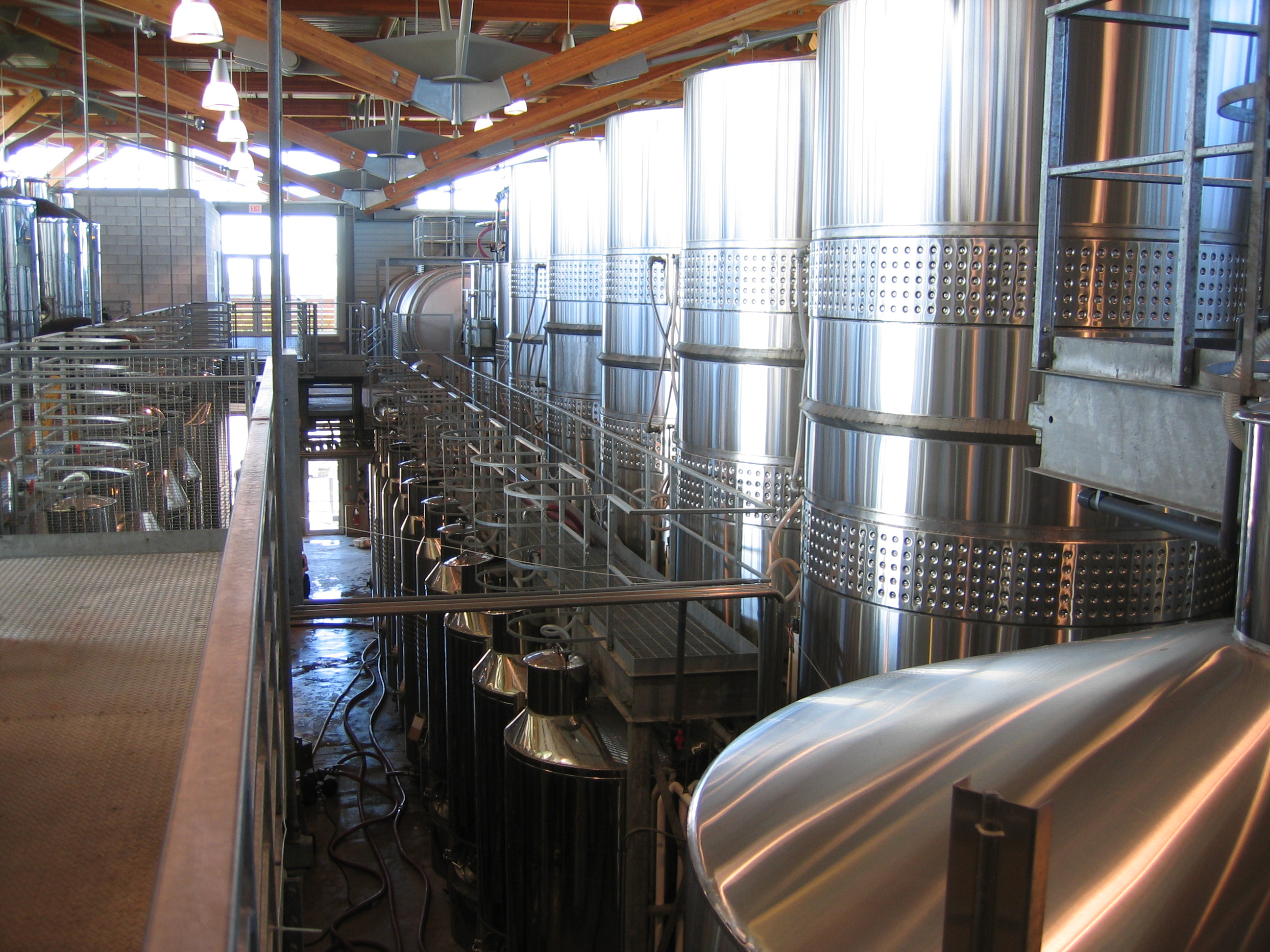
Gärtanks aus Edelstahl in einer Weinkellerei

Die Getränketechnologie nutzt Erkenntnisse aus Biochemie, Mikrobiologie und Verfahrenstechnik für die Herstellung ihrer Produkte. Im Zuge der Entwicklung neuer Produktionsmethoden befasst man sich mit verschiedenen Techniken, die vorher ausschließlich in der biochemischen oder mikrobiologischen Forschung bekannt waren. So können die benutzten Organismen zunächst analysiert und mitunter so modifiziert werden, dass sie den Anforderungen im Großmaßstab besser gerecht wurden.
Folgende Prozesse kommen in der Getränkeproduktion zum Einsatz:
- Mechanische Prozesse wie beispielsweise das Zerkleinern, das Maischen, das Pressen und das Mischen
- Thermische Verfahren, zum Beispiel das Erhitzen und das Kühlen
- Biologische Verfahren wie beispielsweise die alkoholische Gärung und die Anwendung von Bakterien und Pilzen
- Chemische Verfahren, zum Beispiel die Gerinnung von Proteinen
- Physikalische Verfahren, zum Beispiel die  Kristallisation zur Weinsteinabscheidung und Rektifikation bei der Erzeugung von Rektifiziertem Traubenmost-Konzentrat

### Bioreaktoren
Zur Produktion von Bier, Wein und Schaumwein werden die aufbereiteten Substrate mit natürlichen oder zugesetzten Mikroorganismen in Fermentern oder auch Flaschen kultiviert, in denen genau die Bedingungen herrschen, bei denen die Organismen die gewünschten Stoffe bilden. Dies müssen jedoch nicht zwangsläufig die Bedingungen sein, bei denen der Organismus am besten gedeiht. Die Stoffumsetzung kann durch verschiedene Parameter, wie Temperatur,  oder Rührereinstellungen, Zuckergehalt oder Zugabe von Starterkulturen wie Reinzuchthefen oder Milchsäurebakterien (Malolaktische Gärung) geregelt werden.

### Organismen
In der modernen Getränketechnologie werden sowohl Bakterien als auch Pilze verwendet. Häufig verwendete Organismen sind oft bereits genau erforscht, wie etwa das Bakterium Oenococcus oeni oder die Zuckerhefen wie Saccharomyces cerevisiae. Der Einsatz gentechnisch veränderter Organismen ist noch auf den Forschungsbereich beschränkt.

## Ausbildung und Studium

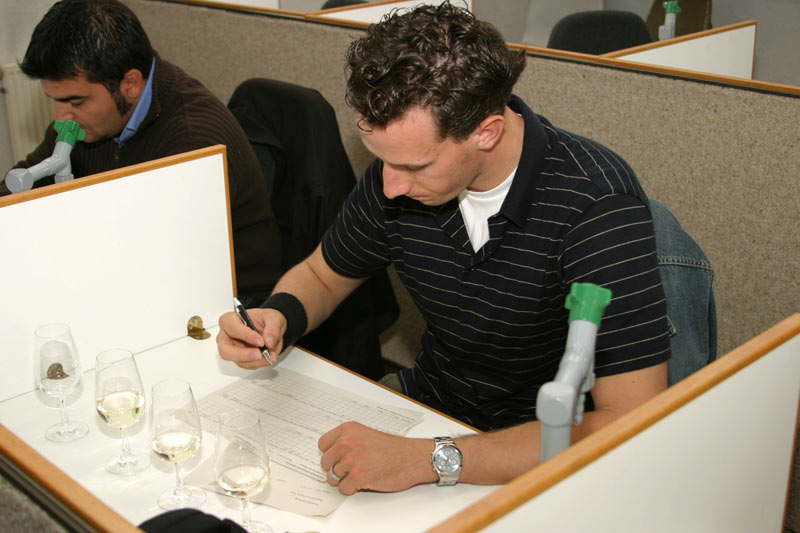
Studenten bei einem Weinbeurteilungsseminar

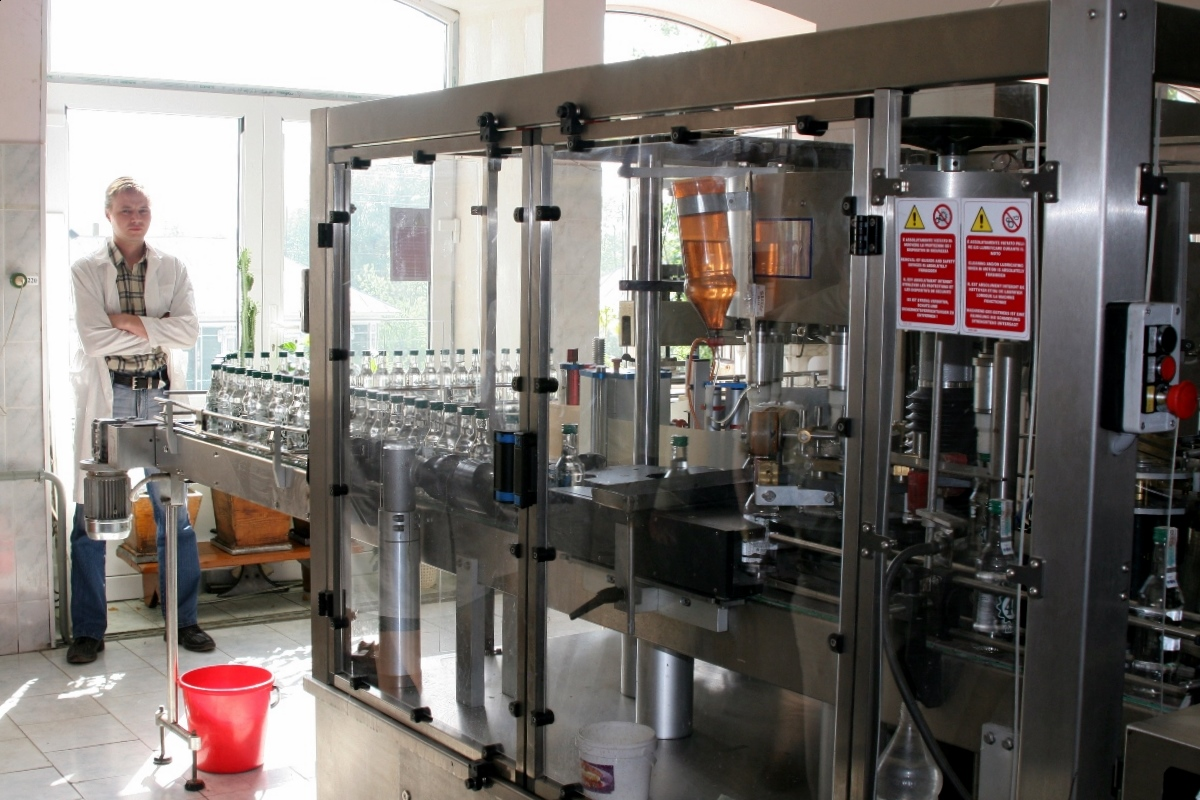
Spirituosen-Abfüllanlage

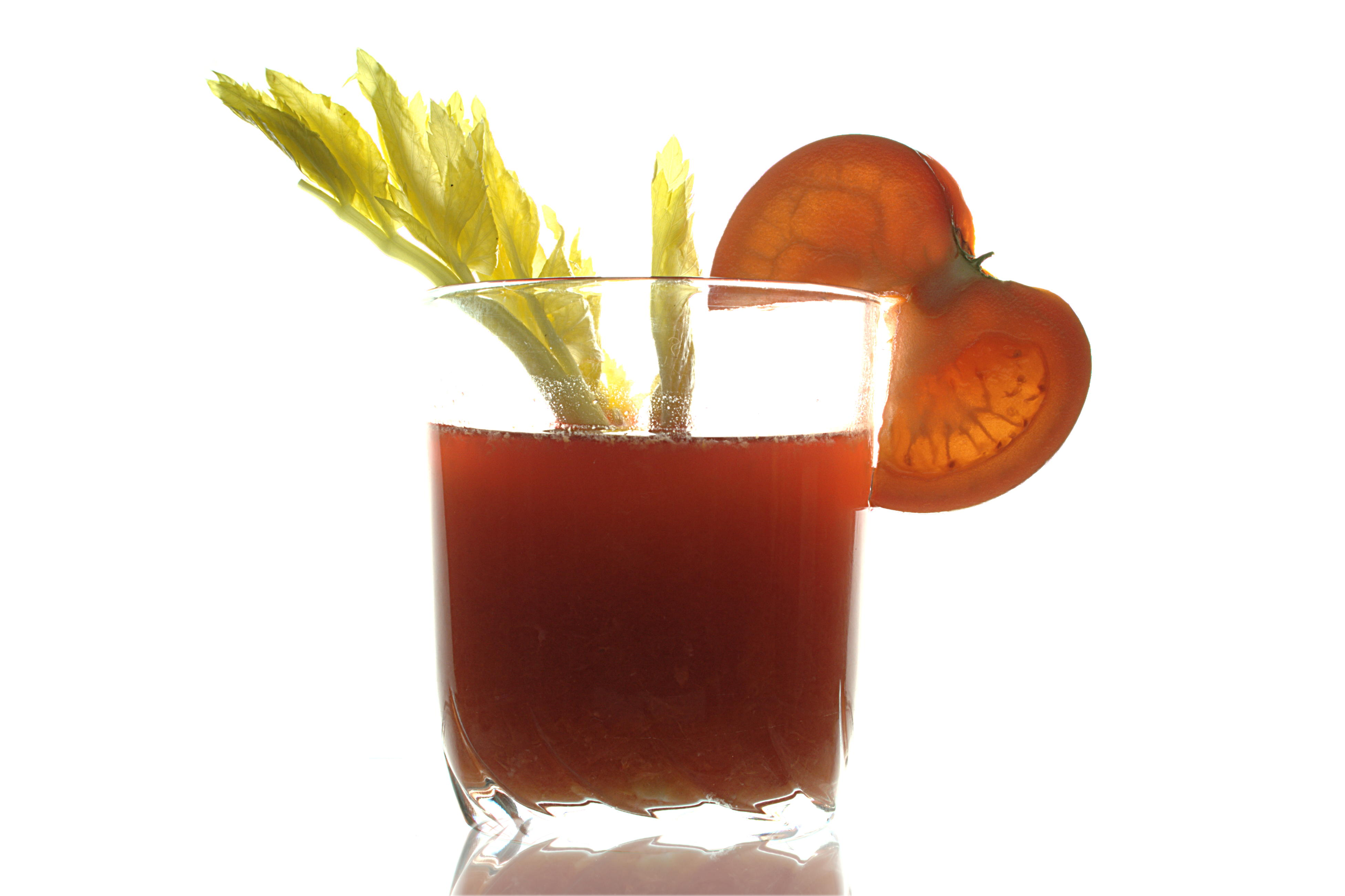
Tomatensaft ist der beliebteste Gemüsesaft

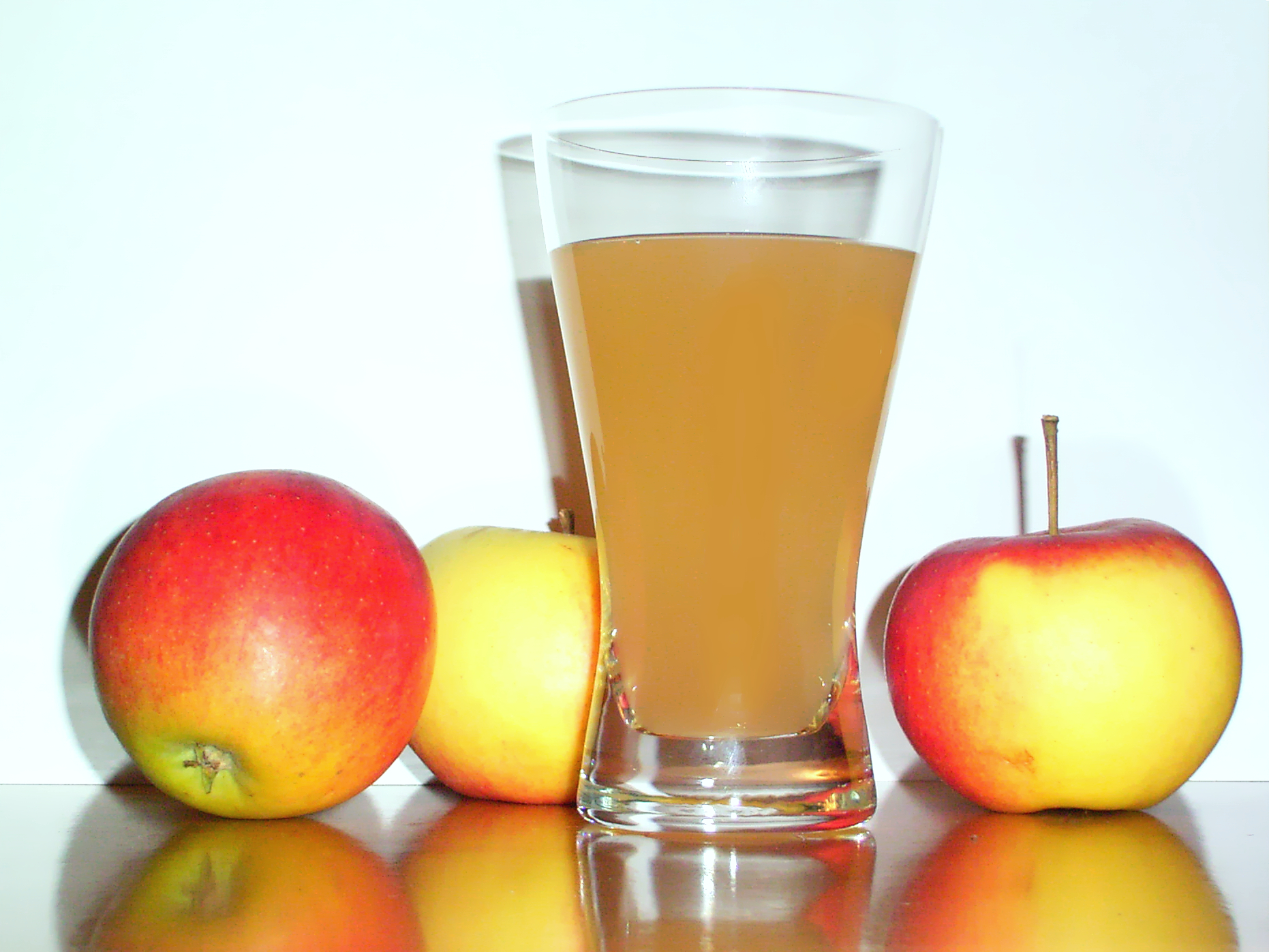
Apfelsaft ist der beliebteste Fruchtsaft

Seit den 1970er Jahren wird Getränketechnologie als ein eigenständiges Studium in der Bundesrepublik Deutschland angeboten. Bis 2005 konnten im Diplomstudiengang je nach Hochschule die Abschlüsse Dipl.-Ing. (FH Wiesbaden – Fachbereich Geisenheim, seit 2013 eigenständige Hochschule Geisenheim) seither die Abschlüsse B. Sc. im Bachelor- und M. Sc. im Master-Studiengang erlangt werden.
Der Studiengang wird in Deutschland an folgenden Hochschulen angeboten:
- Technische Universität Berlin
- Hochschule für angewandte Wissenschaften Weihenstephan-Triesdorf
- Hochschule Geisenheim
- Justus-Liebig-Universität Gießen
- Technische Universität München
- Technische Hochschule Ostwestfalen-Lippe

Das Studium der Getränketechnologie ist interdisziplinär aufgebaut und basiert auf verschiedenen klassischen Naturwissenschaften, den Ingenieurwissenschaften und den Wirtschaftswissenschaften die zu wissenschaftlichen Denk- und Arbeitsweisen und zu Methoden des Erkenntnisgewinns hinführen. Verschiedene spezifische Fachwissenschaften führen zur Spezialisierung und Vertiefung. Der Grad der Einbeziehung der verschiedenen Disziplinen variiert je nach Hochschule.
Naturwissenschaften:
- Chemie: Biochemie, Physikalische Chemie
- Physik
- Biologie: Botanik, Mikrobiologie
- Mathematik

Ingenieurwissenschaften:
- Maschinenbau: Planung und Einrichtung von Flaschenfüllereien, Dampfkesselanlagen, Mess-, Steuer- und Regelungstechnik,
- Verfahrenstechnik: Pumpen + Verdichter, Kältetechnik, Fördertechnik, Dispersion, Emulsion, Sterilisation

Wirtschaftswissenschaften:
- Marketing: Absatzwirtschaft
- Betriebswirtschaftslehre: Unternehmensführung, Finanzierung, Steuerlehre
- Volkswirtschaftslehre

Spezifische Fachwissenschaften:
- Brauereitechnologie: Gärungstechnologie, Mälzereitechnologie, Sudhaustechnologie
- Brennereitechnologie
- Sensorik (Lebensmittelprüfung): Organoleptik
- Ernährungsphysiologie
- Lebensmittel- und Weinrecht
- Reinigung und Desinfektion
- Arbeitsschutz
- Frucht- und Gemüsetechnologie bzw. Technologie der Lebensmittel pflanzlicher Herkunft
- Zuckertechnologie

- Getränkechemie / Getränkeanalytik
- Qualitätsmanagement

### Bücher
- Gerhard Troost: Technologie des Weines. 6. Auflage. Eugen Ulmer, Stuttgart 1988, ISBN 3-8001-5816-7.
- Gerhard Troost, Hans Peter Bach, Otto H. Rhein: Sekt, Schaumwein, Perlwein. 2. Auflage. Eugen Ulmer, Stuttgart 1995, ISBN 3-8001-5818-3.
- Helmut Hans Dittrich: Mikrobiologie des Weines. Eugen Ulmer, Stuttgart 1977, ISBN 3-8001-5807-8.
- Heinrich Kreipe: Getreide- und Kartoffelbrennerei. 3. Auflage. Eugen Ulmer, Stuttgart 1981, ISBN 3-8001-5810-8.
- Ulrich Schobinger: Frucht- und Gemüsesäfte. 1. Auflage. Eugen Ulmer, Stuttgart 1978, ISBN 3-8001-5821-3.
- Hans Joachim Pieper, Ernst-Erich Bruchmann, Erich Kolb: Technologie der Obstbrennerei. 1. Auflage. Eugen Ulmer, Stuttgart 1977, ISBN 3-8001-5814-0.
- Ludwig Narziß: Abriss der Bierbrauerei. 4. Auflage. Enke, Stuttgart 1980, ISBN 3-527-30860-1.
- Heinz-Gerhard Kessler: Lebensmittelverfahrenstechnik – Molkereitechnologie. 4. Auflage. A. Kessler, 1996, ISBN 3-9802378-4-2.
- Südzucker: Das Südzucker Handbuch – Alkoholfreie Erfrischungsgetränke. 2. und 3. Auflage. 1980.
- Ludw. Flöttmann: Richtlinien für Heilquellenschutzgebiete. Herausgegeben im Auftrag der Länderarbeitsgemeinschaft Wasser. Gütersloh 1966.
- Deutscher Bäderverband e. V.: Begriffsbestimmungen für Kurorte, Erholungsorte und Heilbrunen. 1972.
- Hugo Schanderl, Julius Koch, Erich Kolb: Fruchtweine. Ulmer, Stuttgart 1981, ISBN 3-8001-5518-4.
- H. Tanner, H. R. Brunner: Getränkeanalytik. Heller, Schwäbisch Hall 1979.
- Peter Hahn, Gisela Semmler: BBV Report Alkoholfreie Getränke. Behr, Hamburg 1982, ISBN 3-922528-24-4.

### Fachzeitschriften
- Brauwelt. Fachverlag Hans Carl.
- FLÜSSIGES OBST. confructa medien GmbH.
- GETRÄNKE! Technologie & Marketing. Harnisch.
- Getränkeindustrie und Brauindustrie. Sachon.
- VDI nachrichten. Verein Deutscher Ingenieure.